# ساوانا (ایلینوی)
ساوانا، ایلینوی (به انگلیسی: Savanna, Illinois) یک شهر در ایالات متحده آمریکا با جمعیت ۴٬۳۳۱ نفر است که در ایلی‌نوی واقع شده‌است.

## موقعیت جغرافیایی
موقعیت جغرافیایی شهرها و مناطق اطراف به شرح زیر است: